# Улица Аксакова (Уфа)

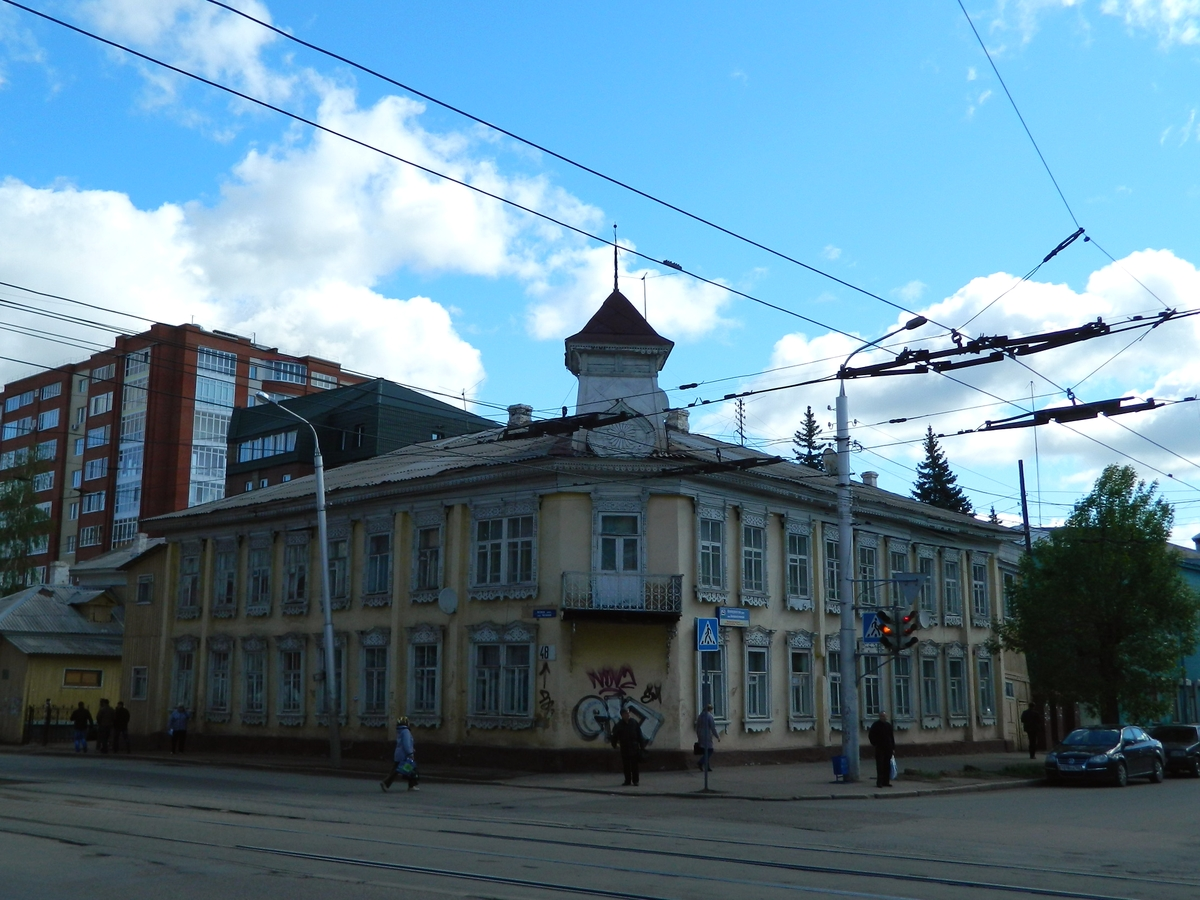
Дом Бухартовских на улице Аксакова

Улица Аксакова в Уфе расположена на территории Кировского и Ленинского районов. Пролегает с юга на север, начинаясь с улицы Заки Валиди и упираясь в Революционную улицу.

## История
Первоначальное название улицы — Каретная. Она была переименована на рубеже XIX—XX вв. в честь писателя С. Т. Аксакова, родившегося в Уфе.

## Исторические здания и сооружения
В настоящее время исторические здания, расположенные на улице Аксакова, находятся в плохом состоянии: дома Лопатиных (согласно устным источникам, несмотря на статус ОКН, шла речь о сносе здания, вследствие чего его разламывали сами сотрудники ЖЭУ) и Судаковых по улице Аксакова, 82 и 84/2, дом Махниновых по улице Аксакова, 18. Были утеряны усадьба купцов Алексеевых, дом-особняк Я. В. Колотова, дом В. И. Ярчевского и др. Ныне улица Аксакова потеряла исторический колорит и имеет типично индустриальный вид.
Сохранились:
- Дом, в котором жил полярный исследователь Валериан Иванович Альбанов
- Дом Бухартовских, памятник деревянного зодчества. Один Бухартовский — Генрих Генрихович Бухартовский, уфимский полицмейстер — известен тем, что основал Парк народной трезвости, ныне — парк Якутова.
- Главный дом усадьбы Козловых с хозяйственным блоком

## Современные здания и сооружения
- ФГУП «Уфимское агрегатное производственное объединение»

## Транспорт
Транспорт улицы Аксакова представлен трамвайным сообщением (от улицы Свердлова до Революционной улицы). По южной части улицы проходят маршрутные такси и автобусы, конечной остановкой которых является Телецентр.